# ديفيد دونوهيو
ديفيد دونوهيو (بالإنجليزية: David Donohue)‏ هو مهندس أمريكي، ولد في 5 يناير 1967 في موريستاون في الولايات المتحدة.

## وصلات خارجية
- ديفيد دونوهيو على موقع Racing-Reference.info (الإنجليزية)
- ديفيد دونوهيو على موقع DriverDB.com (الإنجليزية)